# 前程无忧
前程无忧（NASDAQ：JOBS）是中華人民共和國最大的招聘網站，成立於1998年，2004年9月29日，前程无忧在美國纳斯达克上市，成为首个在美国上市的中国人力资源服务企业。2015年，收购“应届生求职网”、专业人才测评机构“智鼎在线”、精准名片识别APP脉可寻。2017年9月，向拉勾网投资1.2亿美元，获得拉勾网60%的股权。截至2018年，前程无忧日均访问用户2000万，有效简历数为1亿份，一天在线职位接近700万条。

## 争议
2021年3月15日，中国中央电视台3·15晚会曝光前程无忧用户的简历被贩卖，个人信息被泄露的问题，引发平台大量用户的恐慌。前程无忧APP在部分应用市场被下架。前程无忧随后发表致歉声明称“抵制一切侵犯求职者权益的不法行为”。

## 外部連結
- 官方网站